# Minato-ku (Nagoya)
Minato-ku (港区?) è uno dei sedici quartieri amministrativi della città di Nagoya, in Giappone.